# Gloeosporium labes
Gloeosporium labes är en svampart som först beskrevs av Miles Joseph Berkeley, och fick sitt nu gällande namn av Berk. & Broome 1871. Gloeosporium labes ingår i släktet Gloeosporium och familjen Dermateaceae.   Inga underarter finns listade i Catalogue of Life.